# Sapfó

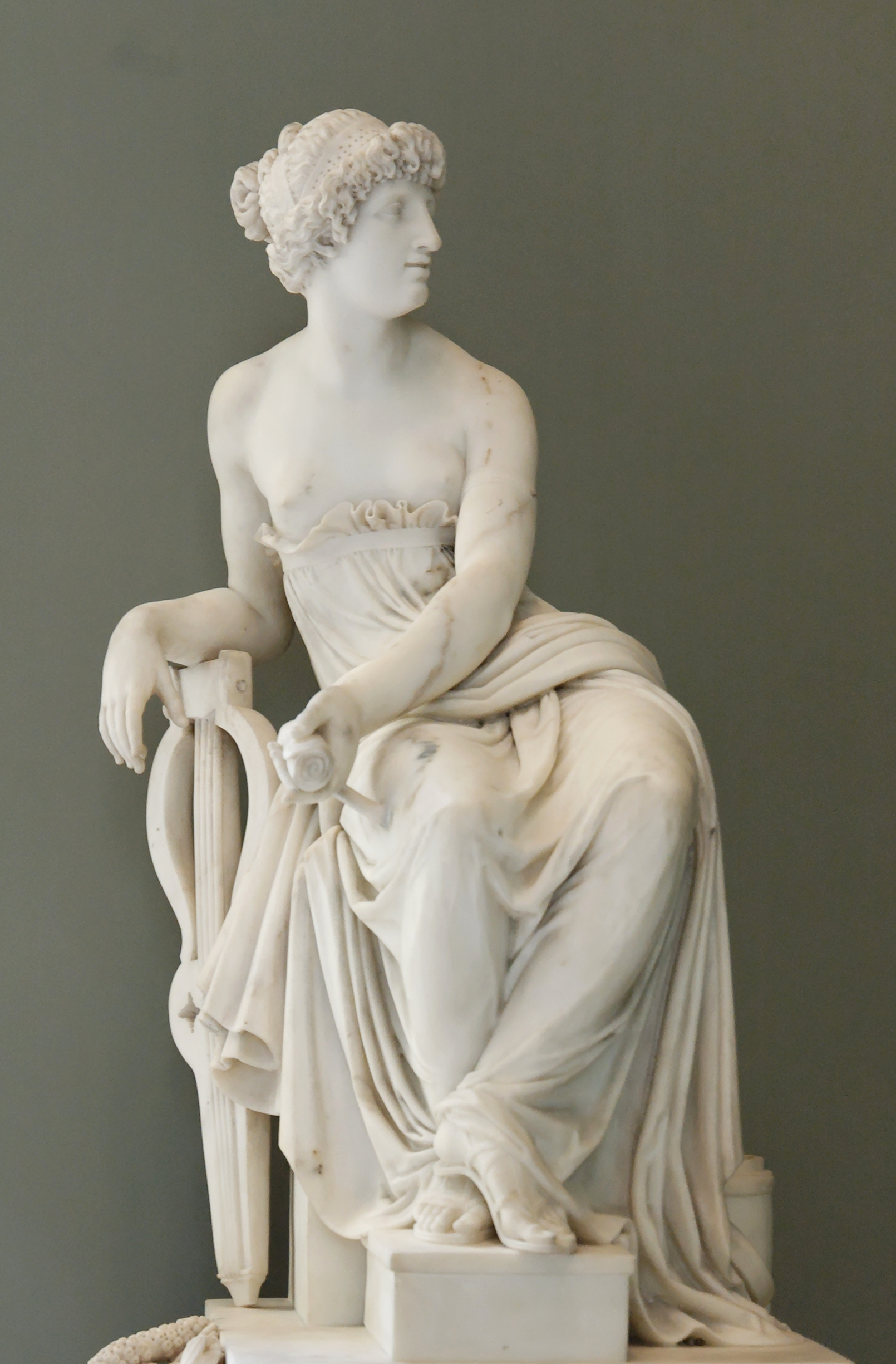
Claude Ramey: Sapfó (mramor, 1801)

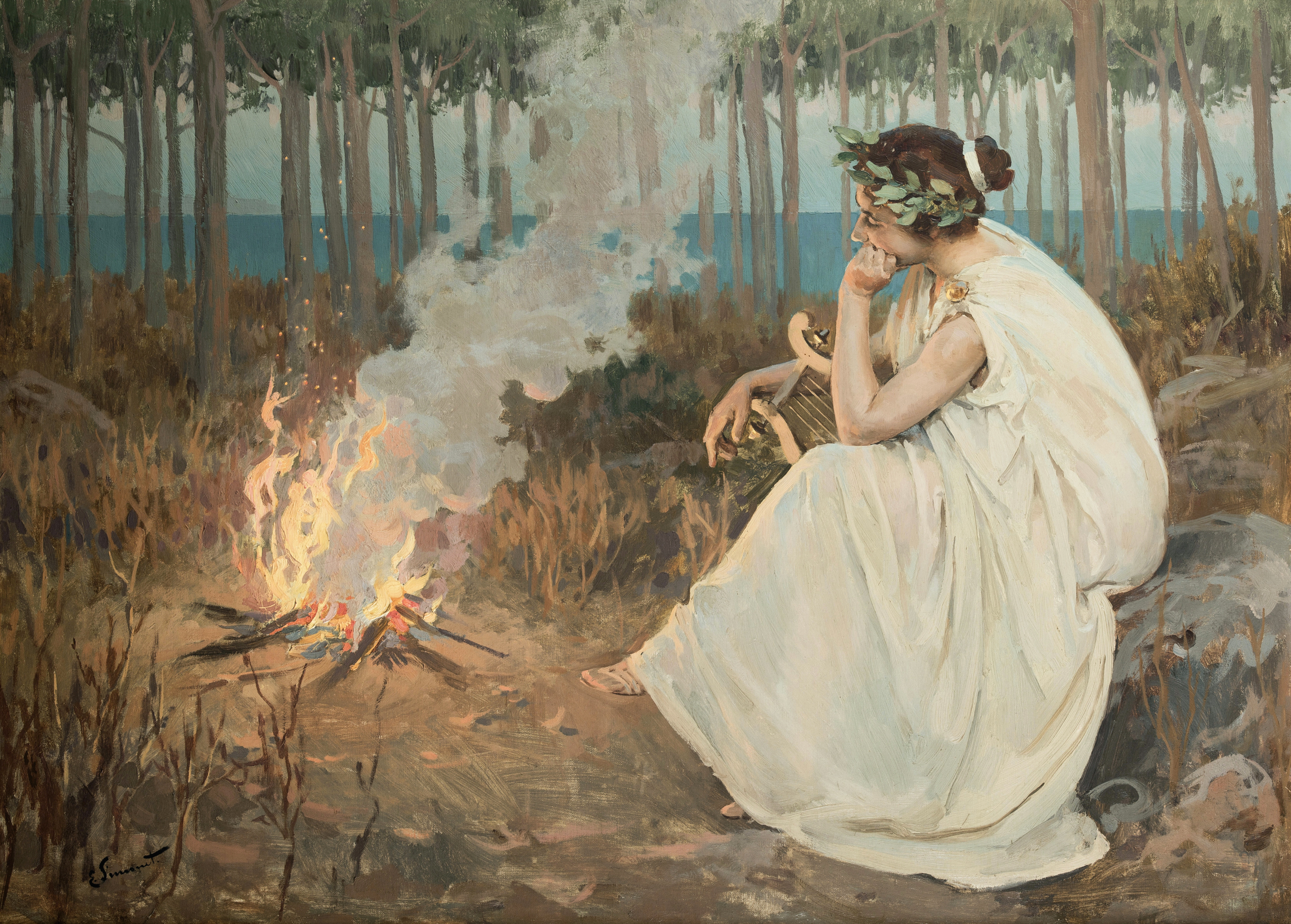
Enrique Simonet: Sapfó

Sapfó, řecky v attickém dialektu Σαπφώ, v aiolském dialektu Ψάπφω (mezi 630 př. n. l. a 612 př. n. l. – po roce 600 př. n. l.), byla starořecká básnířka z Mytilény na ostrově Lesbos, kulturním centru 7. století př. n. l., vedla zde dívčí internátní školu.

## Biografie
Sapfó se údajně narodila v Eresu (dnes vesnice nese název Skala Eressos) na ostrově Lesbos v Egejském moři a v Mytileně (Mytilini) na stejném ostrově prožila většinu života. Pocházela z aristokratické rodiny, která se angažovala v politickém životě. Provdala se za bohatého kupce z ostrova Andros – Kerkilase, s nímž měla dceru Kleis a po němž zdědila značné jmění. Boje o moc ji roku 604 př. n. l. přiměly k útěku na Sicílii, do Syrakus. Pobývala tam snad v letech 603–595. Ještě za jejího života ji v Syrakusách vztyčili sochu. Ze Sicílie se vrátila na rodný ostrov krátce před svou smrtí.
S jejím životem je spojena řada legend. S jistotou lze tvrdit, že není pravdou, že z nešťastné lásky ke krásnému mladíku Faónovi skočila z Leukadské skály do moře, ačkoli je toto místo dodnes cílem mnoha turistických výprav. Tuto pověst o její smrti rozšířil Ovidius. Další legendy se vážou k její sexualitě. Sapfó vedla dívčí kroužek, který uctíval hudbou a poezií bohyni lásky Afroditu a devět Múz (bohyně umění, věd a literatury). Do obecného povědomí se Sapfó zapsala upřímnou a citovou náklonností ke členkám svého kroužku, která vyzařuje z dochovaných písní a básní. Jméno básnířčina rodiště (Lesbos) dodnes přežívá v označení ženské homosexuality – lesbická láska či lesbismus (v minulosti se užíval i termín sapfismus). Sám ostrov Lesbos je dodnes centrem lesbické komunity. Sapfó však pravděpodobně nebyla vyhraněná lesba, což naznačuje její manželství. Doklady o kontaktu s opačným pohlavím lze najít i v literatuře, milostné dopisy si s ní vyměňoval například básník Alkaios.

## Dílo
Sapfó byla představitelka tzv. sólové lyriky. V její době to značilo ještě opravdu skutečnost, že se sama doprovázela na lyru (časem se význam pojmu lyrika změnil). Lze ji ovšem vnímat i jako zakladatelku lyriky v moderním smyslu: byla patrně vůbec prvním básníkem, který psal v první osobě o svých pocitech.
Z jejího díla se zachovala jediná kompletní báseň (Modlitba k Afroditě) a dále už jen zlomky milostných a svatebních písní (česky ve výboru Písně z Lesbu). Ještě v helénistické Alexandrii (2.-3. století př. n. l.) bylo její dílo rozděleno do devíti knih. Dramatické dějiny však vedly k jeho ztracení. V 9. století už byly známy jen citace z něj v pracích jiných autorů. To, že se originální dílo neztratilo zcela, je dílem šťastné náhody: roku 1898 byly nalezeny části textů Sapfó v Egyptě - na papyrech, které sloužily jako obaly pro mumie, posvátná zvířata a rakve.
Zpráva o dosud neznámých textech se objevila i v roce 2014, objev ohlásil americký papyrolog Dirk Obbink. Jeho unikátnost má spočívat v tom, že jde o objev druhé plně dochované básně Sapfó. I v tomto případě byl papyrus nalezen v Egyptě, kde je pro uchování starých papyrů dobré klima. Překvapivým je ovšem téma básně: rozhovor dvou mužů o tom, zda se jim zdaří jejich námořní výprava. Dosud se soudilo, že Sapfó psala výhradně o lásce a nikdy o politice, obchodu či náboženství, a to navzdory tomu, že se pohybovala mezi politicky aktivními a vzdělanými lidmi. Pojmenování námořníků v básni možná odkazuje k bratrům básnířky (měla nejméně dva, Laricha a Charaxa).
Pro období, kdy Sapfó tvořila, byla charakteristická závislost na pravidlech ústní (orální) poezie, ze které autoři čerpali náměty, větnou skladbu i literární pravidla. Vliv Sapfó na další řeckou milostnou lyriku byl poměrně velký a prakticky po celé trvání starořecké poezie se k její tvorbě řada básníků vracela. Je známo, že Sapfó skládala v aiolském nářečí řečtiny a že psala především elegie a hymny. Je po ní pojmenovaná jedna z nejoblíbenějších (v antice) metrických staveb verše, tzv. sapfická strofa.

## Ohlas
Sapfó byla již ve starověku označována (Platónem) jako „desátá Múza“, Antipatros ji nazval „Homérem ženského rodu“ a Lúkianos „sladkou chloubou ostrova Lesbos“. Solón, potom co slyšel jednu z jejich skladeb, prý řekl "Chci se jí naučit a zemřít."
O její pozici ve společnosti svědčí, že na Lesbu byly nalezeny mince s její podobiznou. Avšak tato úcta nevydržela dlouho, již tvůrci třetí fáze řecké komedie, autoři tzv. nové komedie, se Sapfó vysmívali a učinili z ní burleskní figurku. Křesťané ji později zavrhli zcela, Tacián Syrský ji nazval "děvkou, která zpívala o své vlastní prostopášnosti". Řehoř Naziánský a Řehoř VII. nařídili její díla spálit.
Sapfó každopádně ovlivnila výrazné osobnosti antické poezie římské (Catullus, Ovidius, Horatius) i básnictví epochy romantismu (Friedrich Gottlieb Klopstock, Friedrich Hölderlin, Franz Grillparzer, Rainer Maria Rilke). Hru o Sapfó napsala roku 1821 francouzská spisovatelka Madame de Staël. Román o ní napsala Erika Jongová, a to pod názvem Sappho's Leap (česky vyšlo jako Desátá múza Sapfo).